# L'Archipel (Nanterre)
L'Archipel est un ensemble de 5 bâtiments de bureaux comprenant un gratte-ciel, situé dans le quartier d'affaires de La Défense près de Paris, en France (précisément à Nanterre). Livré à l'été 2021, la tour mesure 106 mètres de haut pour 24 étages.
Le projet enjambe la gare de Nanterre-La Folie du RER E, ouverte en 2024.
L'ensemble immobilier est le siège mondial de l'entreprise Vinci.